# Lauraguès
|  | Per a altres significats, vegeu «Comtat del Lauraguès». |

El Lauraguès (en occità Lauragués; en francès Lauragais o Lauraguais) és un parçan (comarca) occità de l'oest del Llenguadoc, majoritàriament dins dels departaments d'Aude i Alta Garona, i amb alguns sectors menys extensos en els d'Arieja i Tarn. L'origen del nom li ve de la vila de Laurac, tot i que la població principal és Castellnou d'Arri.
Segons la proposta de divisió territorial d'Occitània del diari Jornalet, basada en l'obra de Frederic Zégierman Le Guide des pays de France, el Lauraguès  estaria ubicat a la regió de Llenguadoc, subregió de l'Alt Llenguadoc.

## Geografia
Situat al sud-est de la ciutat de Tolosa, es tracta d'una gran plana situada entre la Muntanya Negra, el plegament de La Piège i el Cabardès. Els seus límits s'estenen des dels suburbis de l'est de Tolosa fins Fanjaus, passant per Castellnou d'Arri i seguint l'eix central que constituïa l'antiga via d'Aquitània o via d'Agrippa. La plana del Lauraguès es tanca per la part oest de l'Aude en un petit coll que representa el punt de divisió entre les conques que flueixen envers la Mediterrània i les que es dirigeixen cap a l'Atlàntic: el Coll de Naurouze o de Lauragués de 194 m.

## Història
El Lauraguès treu el seu nom del castell de Laurac situat a prop de la vila homònima del sud-est de Castellnou d'Arri. Citat per primer cop el 1070, fou adquirit pel comte de Tolosa Ramon VII després de la Croada Albigesa, entrà el 1271 dins del domini reial. Erigit per Lluís XI de França en comtat en profit de la família de La Tor d'Alvernha el 1477, retornà al domini reial pel casament de Caterina de Mèdici, comtessa del Lauraguès, amb el que serà el futur Enric II de França l'octubre de 1533. La reina obtindrà la creació de la senescalia reial el 1553 gràcies al desmembrament de la de Tolosa, i Castellnou d'Arri esdevingué llavors la seu d'un senescal.
El seu territori és conegut amb precisió com a circumscripció electoral dels diputats als Estats Generals de 1789. Les reformes administratives i judicials de la Revolució Francesa van dividir el Lauragués en dos districtes, el de Castellnou d'Arri i el de Vilafranca de Lauraguès.
El Lauraguès, i particularment la regió de Castellnou d'Arri, Va conèixer dos grans períodes de desenvolupament. La primera va estar lligada a la cultura del pastell, planta tinctòria que els venedors de Tolosa enviaven arreu d'Europa. El Lauraguès era conegut llavors com el País de Cucanya. Aquest progrés econòmic es va desenvolupar a partir del 1515 i es va perllongar fins aproximadament el 1560, quan l'efecte de les guerres de religió i, sobretot, l'arribada de l'indi tropical importat d'Amèrica van esmorteir l'economia del pestell.
El segon període de gran creixement econòmic es va produir el segle xviii. Aquest cop el desenvolupament es va deure al conreu del blat de moro, importat d'Amèrica. Aquest nou cereal, dotat de bons rendiments, permet de nodrir la població i redirigir el superàvit de blat que s'exportarà llavors, via canal du Midi (1666-1681), vers les regions mediterrànies deficitàries. Aquestes exportacions enriquiren als latifundistes i als comerciants de la ciutat de Castellnou d'Arri en particular. L'enriquiment de la regió va arribar al seu apogeu durant el Primer Imperi. Posteriorment, degut a la disminució del preu del blat, va començar la decadència. El Lauragués no es recuperà, mitjançant d'altres combinacions de cultius més dinàmics, fins després de la Segona Guerra Mundial.